# Elaheh Mohammadi

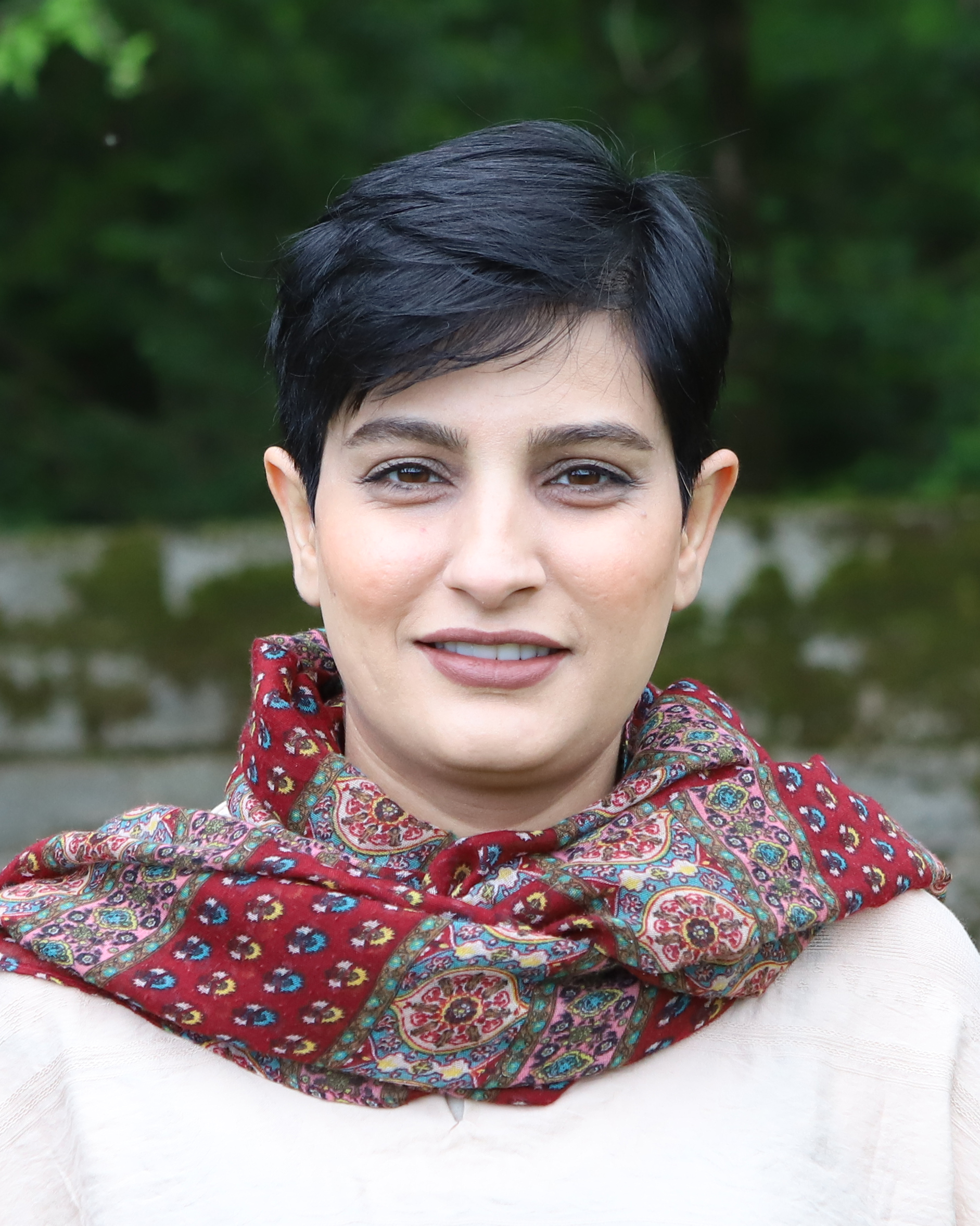
Elaheh Mohammadi (2022)

Elaheh Mohammadi (persisch الهه محمدی; * 9. Mai 1987) ist eine iranische Journalistin, die für die Tageszeitung Ham-Mihan über gesellschaftliche Themen und Frauenrechte berichtet. In den vergangenen Jahren hat sie in Iran auch für staatlich kontrollierte Medien gearbeitet.
Mohammadi wurde im September 2022 von iranischen Sicherheitskräften festgenommen, weil sie über die Beerdigung von Mahsa Amini berichtet hatte. Das Time Magazine ernannte sie zu einer der 100 einflussreichsten Personen der Welt im Jahr 2023. Im selben Jahr wurde sie von einem iranischen Gericht zu sechs Jahren Haft verurteilt. Im Jahr 2024 wurde sie gegen Kaution aus der Haft entlassen.

## Bericht über die Beerdigung von Mahsa Amini und anschließende Haft
Mohammadi reiste für die iranische Zeitung Ham-Mihan nach Saqqez, um über die Beerdigung von Mahsa Amini zu berichten, die nach ihrer Verhaftung durch die berüchtigte islamische Religionspolizei drei Tage lang im Koma gelegen hatte und am 16. September 2022 gestorben war. Mohammadi berichtete über den Polizeiangriff bei der Beerdigung.
Daraufhin wurde sie von den Justizbehörden vorgeladen und am 29. September 2022 von Sicherheitskräften verhaftet, als sie auf dem Weg zum Ministerium für Nachrichtenwesen war, um verhört zu werden.
Am 4. November 2022 gaben die iranischen Revolutionsgarden und das Ministerium für Nachrichtenwesen eine gemeinsame Erklärung heraus, in der Mohammadi und Niloofar Hamedi, eine weitere Journalistin, beschuldigt wurden, ausländische Agenten zu sein, die in „multidimensionale Kriege“ verwickelt seien, die von „westlichen und zionistischen Geheimdiensten“ organisiert würden. Im Oktober 2023 verurteilte ein Revolutionsgericht Mohammadi zu sechs Jahren Haft. Einen Monat zuvor war bereits ihre Schwester zu drei Jahren Haft verurteilt worden.
Mohammadi wurde im Januar 2024 auf Kaution in Höhe von umgerechnet ca. 18.000 Euro aus dem Evin-Gefängnis entlassen. Im Februar 2025 wurden sie gemeinsam mit Niloofar Hamedi von Irans Staatsoberhaupt Ayatollah Ali Khamenei begnadigt und alle Justizverfahren gegen die beiden Frauen eingestellt.

## Preise und Auszeichnungen
- Februar 2023: Internationaler Preis für Pressefreiheit von Canadian Journalists for Free Expression (CJFE), gemeinsam mit Niloofar Hamedi[14][15]
- März 2023: Louis M. Lyons Award for Conscience and Integrity in Journalism, der Harvard University, gemeinsam mit Niloofar Hamedi[16][17]
- März 2023:  Ehrenbürgerin der Stadt Turin[18]
- April 2023: Aufnahme in die Liste der 100 einflussreichsten Menschen der Welt der Time[19]
- Mai 2023: Guillermo Cano World Press Freedom Prize der UNESCO, gemeinsam mit Niloofar Hamedi und Narges Mohammadi[20]